# Nico Keinath
Nico Keinath (né le 14 janvier 1987 à Tübingen en Allemagne) est un coureur cycliste allemand. Il est actuellement directeur sportif de l'équipe MLP Bergstrasse.

## Palmarès sur route
- 2007
  - 2e du Grand Prix Vorarlberg
- 2008
  - Championnat de Zurich amateurs
  - 3e de la Côte picarde
- 2009
  - 2e étape du Grand Prix Guillaume Tell
  - 2e de la Coupe des nations Ville Saguenay

## Palmarès sur piste
- 2005
  - 2e du championnat d'Allemagne de poursuite par équipes juniors